# 明愛凌月仙幼稚園

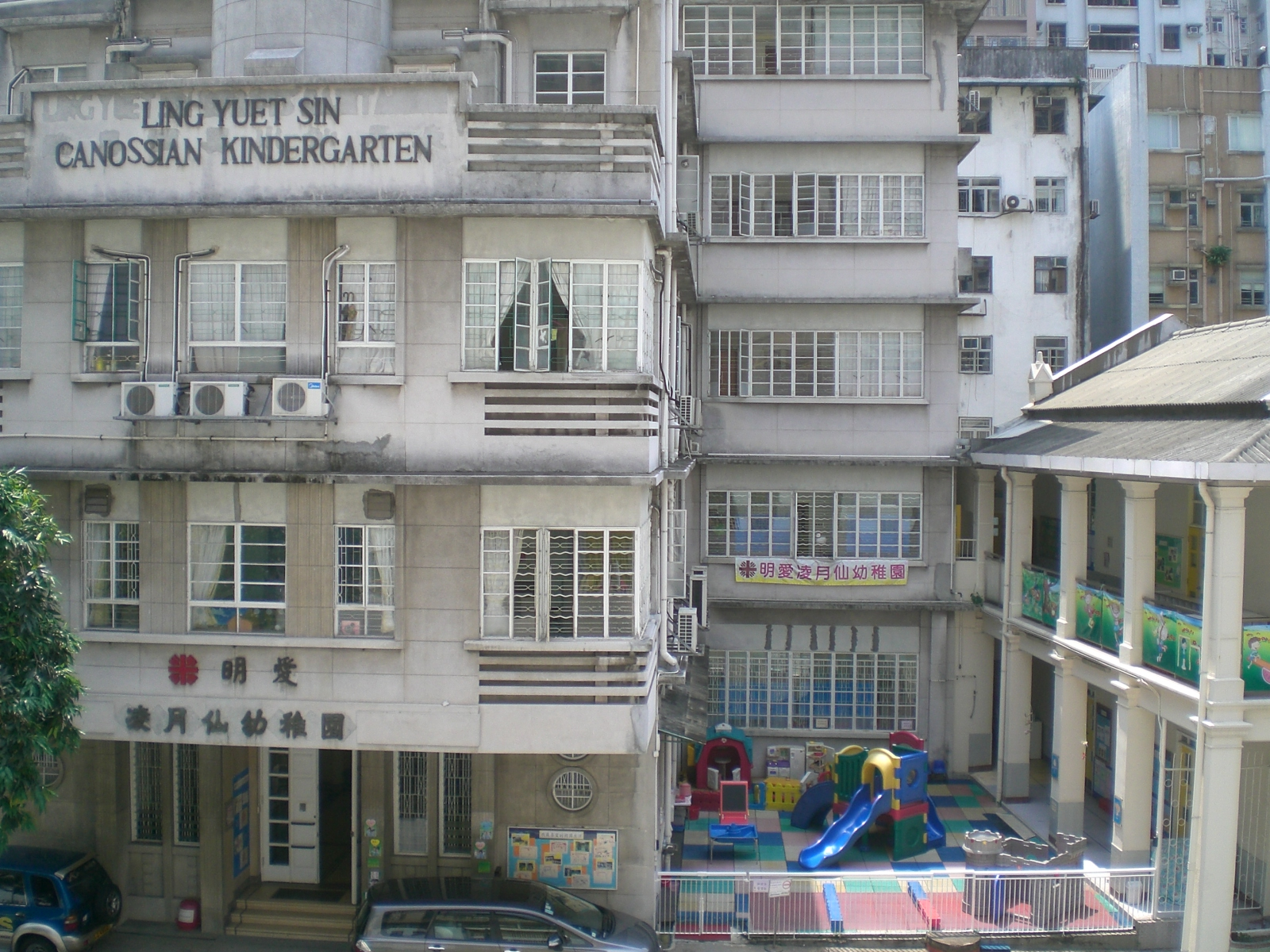
薄扶林道五十四號

明愛凌月仙幼稚園（英語：Caritas Ling Yuet Sin Kindergarten）是香港一座歷史悠久的建築物，位於香港中西區西營盤薄扶林道54號。

## 歷史
位於薄扶林道54號的建築物歷史始於1893年，前身是為聖嘉諾撒仁愛女修會成立的一間寄宿學校，名為 The First House。 在1907年時，因香港島包括堅道一帶都發生致命的傳染病，所以此寄宿學校被迫停辦。此後，成為孤兒院或託兒院。在第二次世界大戰之後，原址擴建。現在所見的四層高樓是建築於1949年。現址為香港明愛開辦以凌月仙命名的幼稚園。

## 鄰近
- 李陞小學
- 香港大學
- 水街
- 高街

## 外部連結
- 明愛凌月仙幼稚園 地址